# Thuiaria cupressoides
Thuiaria cupressoides är en nässeldjursart som först beskrevs av Ivan Lepekhin 1783.  Thuiaria cupressoides ingår i släktet Thuiaria och familjen Sertulariidae.
Artens utbredningsområde är Norra Ishavet. Inga underarter finns listade i Catalogue of Life.